# Ambrósio Lukoki
Ambrósio Lukoki "Nzakimwena" (Quibocolo, Maquela do Zombo, 7 de dezembro de 1940 - Luanda, 1 de outubro de 2018) foi um político, educador e diplomata angolano.
Após a independência angolana serviu como comissário provincial do Uíge entre 1976 e 1977. Foi também Secretário do Bureu Político do Movimento Popular de Libertação de Angola (MPLA) para Informação e Propaganda entre 1977 e 1982.
Ele serviu como Ministro da Educação entre 1977 e 1980 e depois, entre 1980 e 1982 como Ministro da Ideologia, Informação e Cultura. Na data da morte de Agostinho Neto, em 1979, integrou a Comissão de Direção Nacional, o conselho de governo interino angolano, que trabalhou sob a supervisão Lúcio Lara, e era composta também por Pedro Pedalé, José Eduardo dos Santos e Pascoal Luvualo.
Um dos atingidos pelas "purgas eduardianas", somente retornou às funções de Estado como director-geral do Bureau Africano das Ciências de Educação junto da então Organização de Unidade Africana, entre 1996 e 2001.
Serviu como embaixador de Angola na França (2002-2006) e Tanzânia (2006-2018).